# Episodi di Polvere di stelle (quarta stagione)
La quarta stagione della serie televisiva Polvere di stelle (Bob Hope Presents the Chrysler Theatre) è andata in onda negli Stati Uniti dal 14 settembre 1966 al 17 maggio 1967 sulla NBC.
| nº | Titolo originale                                                              | Prima TV USA      | Titolo italiano | Prima TV Italia |
| -- | ----------------------------------------------------------------------------- | ----------------- | --------------- | --------------- |
| 1  | Nightmare                                                                     | 14 settembre 1966 |                 |                 |
| 2  | Time of Flight                                                                | 21 settembre 1966 |                 |                 |
| 3  | And Baby Makes Five                                                           | 5 ottobre 1966    |                 |                 |
| 4  | Crazier than Cotton                                                           | 12 ottobre 1966   |                 |                 |
| 5  | Murder at N.B.C.                                                              | 19 ottobre 1966   |                 |                 |
| 6  | Massacre at Fort Phil Kearny                                                  | 26 ottobre 1966   |                 |                 |
| 7  | Dear Deductible                                                               | 9 novembre 1966   |                 |                 |
| 8  | Bing and Me                                                                   | 16 novembre 1966  |                 |                 |
| 9  | The Blue-Eyed Horse                                                           | 23 novembre 1966  |                 |                 |
| 10 | The Fatal Mistake                                                             | 30 novembre 1966  |                 |                 |
| 11 | Storm Crossing                                                                | 7 dicembre 1966   |                 |                 |
| 12 | The Eighth Day                                                                | 21 dicembre 1966  |                 |                 |
| 13 | Free of Charge                                                                | 28 dicembre 1966  |                 |                 |
| 14 | A Time to Love                                                                | 11 gennaio 1967   |                 |                 |
| 15 | Code Name: Heraclitus (1)                                                     | 18 gennaio 1967   |                 |                 |
| 16 | Code Name: Heraclitus (2)                                                     | 25 gennaio 1967   |                 |                 |
| 17 | The Lady is My Wife                                                           | 1º febbraio 1967  |                 |                 |
| 18 | Blind Man's Bluff                                                             | 8 febbraio 1967   |                 |                 |
| 19 | A Song Called Revenge                                                         | 1º marzo 1967     |                 |                 |
| 20 | The Reason Nobody Hardly Ever Seen A Fat Outlaw in the Old West is as Follows | 8 marzo 1967      |                 |                 |
| 21 | Verdict For Terror                                                            | 22 marzo 1967     |                 |                 |
| 22 | Dead Wrong                                                                    | 5 aprile 1967     |                 |                 |
| 23 | Don't Wait For Tomorrow                                                       | 19 aprile 1967    |                 |                 |
| 24 | Wipeout                                                                       | 26 aprile 1967    |                 |                 |
| 25 | To Sleep, Perchance to Scream                                                 | 10 maggio 1967    |                 |                 |
| 26 | Deadlock                                                                      | 17 maggio 1967    |                 |                 |

## Nightmare
- Prima televisiva: 14 settembre 1966
- Diretto da: Robert Stevens
- Scritto da: Leslie Stevens

### Trama
- Guest star: Farley Granger (Morgan Cain), Thomas Gomez (detective Ryan), Joan Huntington (Helga)

## Time of Flight
- Prima televisiva: 21 settembre 1966

### Trama
- Guest star: Lloyd Haynes (Christensen), Woodrow Parfrey (DeCarlo), Jack Kelly (Al Packer), Peter Brocco (L-Quar), Jack Klugman (Markos), Michael Conrad (McWhorter), Jeanette Nolan (Mrs. Gardner), Clarke Gordon (dottor Gardner), David Morick (Max)

## And Baby Makes Five
- Prima televisiva: 5 ottobre 1966

### Trama
- Guest star: Nina Foch (Dee), Walter Abel (Reynard Pitney), Cliff Robertson (Will Nye), Sammy Shore (Hector), Alan Hewitt (James Eckert)

## Crazier than Cotton
- Prima televisiva: 12 ottobre 1966

### Trama
- Guest star: Georgia Simmons (zia Mary), Karen Jensen (Vicky), Charles Aidman (Jim Barton), Bradford Dillman (Matt), Kevin McCarthy (Sean)

## Murder at N.B.C.
- Prima televisiva: 19 ottobre 1966

### Trama
- Guest star: Bill Dana (se stesso), Milton Berle (se stesso), Red Buttons (se stesso), Jack Carter (se stesso), Jonathan Winters (se stesso), Shecky Greene (se stesso), Soupy Sales (se stesso), Dick Shawn (se stesso), Bill Cosby (se stesso), Dick Martin (se stesso), Don Rickles (se stesso), Wally Cox (se stesso)

## Massacre at Fort Phil Kearny
- Prima televisiva: 26 ottobre 1966

### Trama
- Guest star: Michael Sarrazin (soldato Tompkins), Carroll O'Connor (capitano Ted Eyck), Peter Duryea (soldato), Robert Pine (tenente Brown), Jeff Scott (tenente Grummond), Brandon Carroll (Sentry Hanify), Phyllis Avery (Margaret Carrington), Richard Egan (colonnello Henry Carrington), Tom Anthony (soldato)

## Dear Deductible
- Prima televisiva: 9 novembre 1966

### Trama
- Guest star: Janet Leigh (Virginia Ballard), Bara Byrnes (Beverly Beaumont), Charles Lane (Charles Eckhardt), Norman Fell (Eddie Carr), Marianne Kanter (Bryce Coberly), Christopher Cary (Cornell DeHaven)

## Bing and Me
- Prima televisiva: 16 novembre 1966

### Trama
- Guest star: Bing Crosby (se stesso)

## The Blue-Eyed Horse
- Prima televisiva: 23 novembre 1966

### Trama
- Guest star: Joyce Jameson (Mrs. Rassendale), Ann Jillian (se stessa), Paul Lynde (giudice), G. D. Spradlin (Owner), Barbara Heller (Jennie Haggerty)

## The Fatal Mistake
- Prima televisiva: 30 novembre 1966

### Trama
- Guest star: Alice Rawlings (Julia Hammond), Michael Wilding (maggiore Tucker), Arthur Hill (Donald Hammond), Marge Redmond (Nancy Hammond), Gilchrist Stuart (Campbell)

## Storm Crossing
- Prima televisiva: 7 dicembre 1966

### Trama
- Guest star: Julie Sommars (Maggie Lake), James Daly (Powell Hagan), Barbara Rush (Sara Archer), Peter Mamakos (Ganoulian)

## The Eighth Day
- Prima televisiva: 21 dicembre 1966

### Trama
- Guest star: Michael Tolan (tenente Murrow), Barbara Barrie (Laurel Catlan), George Maharis (Miles Catlan), Celia Lovsky (Church Goer), Scott Robertson (Alter Boy)

## Free of Charge
- Prima televisiva: 28 dicembre 1966
- Diretto da: S. Lee Pogostin
- Scritto da: S. Lee Pogostin

### Trama
- Guest star: Diane Baker (Laney), Suzy Parker (dottore), Johnny Silver (Dewey), Ben Gazzara (Sidney)

## A Time to Love
- Prima televisiva: 11 gennaio 1967
- Scritto da: Sidney Michaels

### Trama
- Guest star: Nina Foch (Vera Stannard), George N. Neise (Joe Bakerman), Barry Russo (Bingo), Ralph Bellamy (dottor Charles Chapman), Maximilian Schell (August Holland), Claire Bloom (Margaret Chapman), Dorothy Rice (Ardys), Clarke Gordon (Laddie)

## Code Name: Heraclitus
- Prima televisiva: 18 gennaio 1967
- Diretto da: James Goldstone
- Scritto da: Alvin Sapinsley

### Trama
- Guest star: Leslie Nielsen (Fryer), Kurt Kasznar (Constantine), Jack Weston (Gerberman), Signe Hasso (Lydia Constantine), Robert Cinder (MacPherson), Sheree North (Sally), Chuck Courtney (Thug), Ricardo Montalbán (Janacek), Malachi Throne (Hoffman)

## Code Name: Heraclitus
- Prima televisiva: 25 gennaio 1967
- Diretto da: James Goldstone
- Scritto da: Alvin Sapinsley

### Trama
- Guest star: Leslie Nielsen (Fryer), Kurt Kasznar (Constantine), Jack Weston (Gerberman), Signe Hasso (Lydia Constantine), Don Hanmer (Baldy), Sheree North (Sally), Chuck Courtney (Thug), Ricardo Montalbán (Janacek), Malachi Throne (Hoffman)

## The Lady is My Wife
- Prima televisiva: 1º febbraio 1967
- Diretto da: Sam Peckinpah
- Scritto da: Halsted Welles

### Trama
- Guest star: Bradford Dillman (Bannister), L. Q. Jones (Ernie Packer), Roberto Contreras (Hombre), Jim Boles (conducente della diligenza), Alex Cord (Lucky Paxton), Billy M. Greene (indiano), Alan Baxter (sceriffo), Lillian Bronson (anziana), E. J. Andre (Old Codger)

## Blind Man's Bluff
- Prima televisiva: 8 febbraio 1967
- Diretto da: Gordon Hessler

### Trama
- Guest star: John Holland (Kelston), Susan Clark (Helen Silbey), Michael Rennie (ispettore Kauslake), Laurence Naismith (ispettore Rason), Farley Granger (Wain), Brendan Dillon (medico legale), William Beckley (attore)

## A Song Called Revenge
- Prima televisiva: 1º marzo 1967

### Trama
- Guest star: Edd Byrnes (Tommy Bear), June Harding (Susie King), Jack Weston (Ray), Kevin Coughlin (Mike), Peggy Lipton (Jill)

## The Reason Nobody Hardly Ever Seen A Fat Outlaw in the Old West is as Follows
- Prima televisiva: 8 marzo 1967

### Trama
- Guest star: Don Knotts (Curly Kid), Jack Lambert (Sid Swine), Herb Edelman (Seth Swine), Mary-Robin Redd (Pauline), Percy Helton (vecchio)

## Verdict For Terror
- Prima televisiva: 22 marzo 1967
- Diretto da: William Hale
- Scritto da: David Ellis

### Trama
- Guest star: Michael Sarrazin (Darryl Cooper), Michael Constantine (Steve Jenkins), Jo Van Fleet (Emily Cooper), Bettye Ackerman (Dorothy Reynolds), Cliff Robertson (procuratore distrettuale Benjamin Reynolds)

## Dead Wrong
- Prima televisiva: 5 aprile 1967
- Diretto da: Robert Butler
- Scritto da: William Kelley

### Trama
- Guest star: Tony Bill (Tony Pitts), Lynn Loring (Joanna), Donnelly Rhodes (Jim Pitts)

## Don't Wait For Tomorrow
- Prima televisiva: 19 aprile 1967
- Diretto da: Harvey Hart
- Scritto da: Roy Huggins, Frank Fenton

### Trama
- Guest star: Telly Savalas (Mueller), Rossano Brazzi (Luder), Will Kuluva (Stassov), Lili Valenty (Grand Duchess), Donnelly Rhodes (Matt Braid)

## Wipeout
- Prima televisiva: 26 aprile 1967

### Trama
- Guest star: Eileen Wesson (Penny Golden), Nicholas Colasanto (Bernheim), Marcel Hillaire (Emile), Fabian (Grenier), Shelley Winters (Clarry Golden), Les Crane (Commentator), Tom Tryon (Eddie Simpson), Don Stroud (Greg Travis)

## To Sleep, Perchance to Scream
- Prima televisiva: 10 maggio 1967

### Trama
- Guest star: David Sharpe (Charlie Mace), Joanne Dru (Gina Sutton), Henry Beckman (tenente Shaeffer), Richard Bull (Frank Lacy), Gordon Oliver (Director), Paul Hartman (Luther), Pat Hingle (Martin Carlyle), Lola Albright (Vickie Tate)

## Deadlock
- Prima televisiva: 17 maggio 1967
- Diretto da: Leo Penn
- Scritto da: Evan Hunter, Stanford Whitmore

### Trama
- Guest star: Tige Andrews (detective Owens), Lee Grant (Virginia Cloyd), Brooke Bundy (Stacey Carter), Percy Rodriguez (detective John Rollins), Dorothy Rice (Lucy Lassiter), Jack Kelly (detective Ray Baker)